# ミトコンドリア・イブ

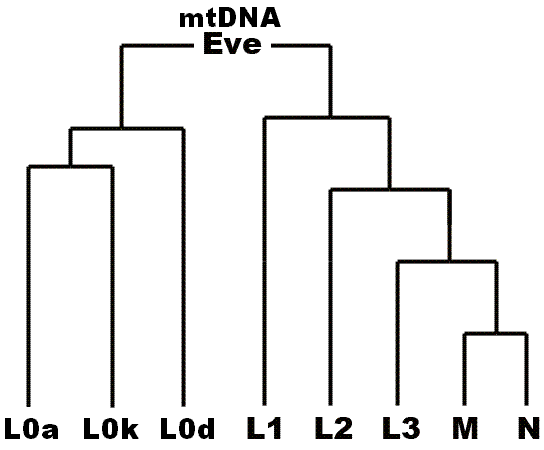
ミトコンドリアのハプロタイプL0からL3がアフリカにのみ存在する一方その他の地域はMかNどちらかしか存在しない

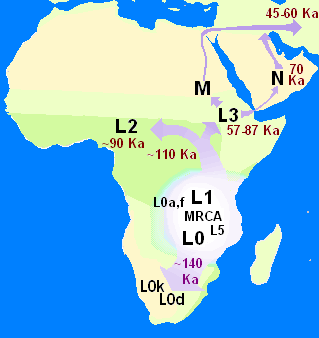
現生人類のハプログループ

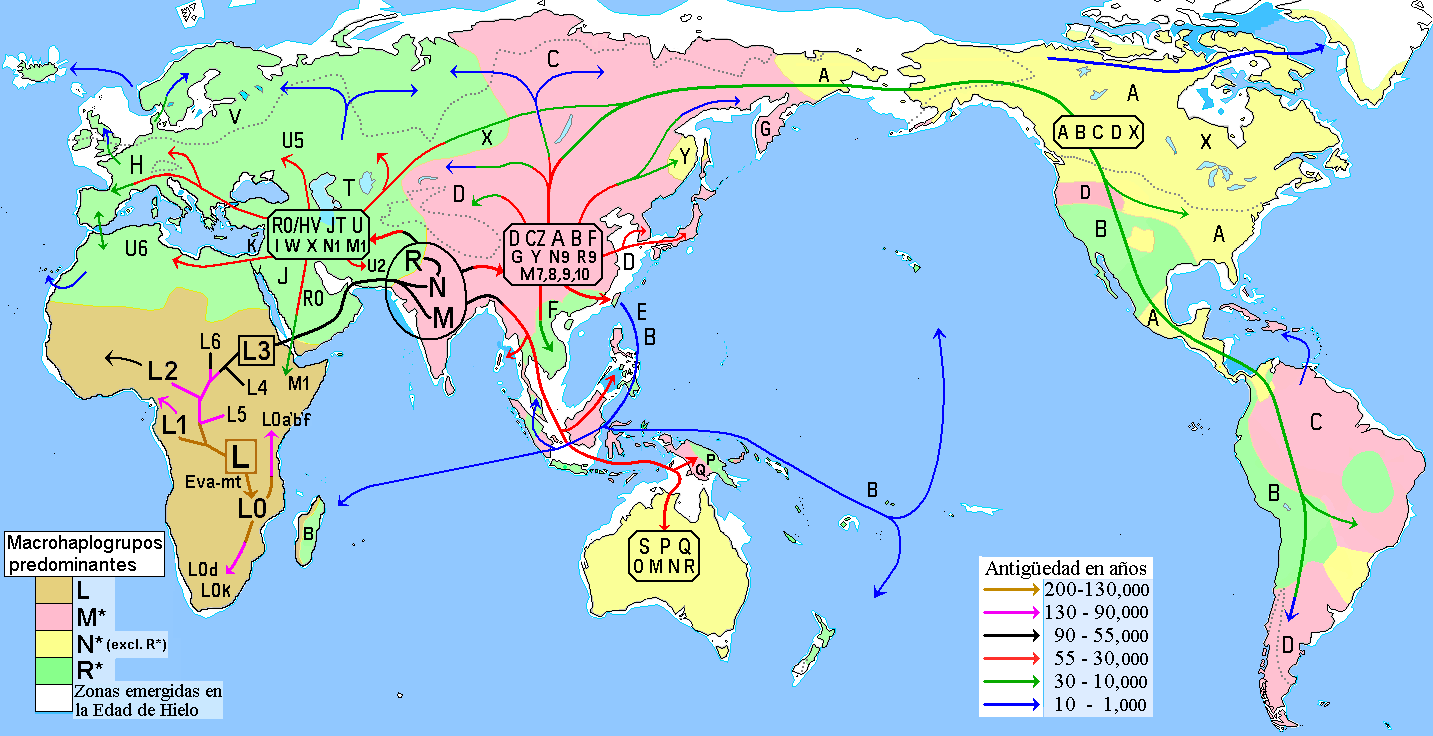
現生人類の移動

ミトコンドリア・イブ（mitochondrial Eve）とは、ヒトについての分子生物学において、現生人類の最も近い共通女系祖先（matrilineal most recent common ancestor）に対し名付けられた愛称。約16±4万年前にアフリカに生存していたと推定され、アフリカ単一起源説を支持する有力な証拠の一つである。
しばしば誤解を受けるが、彼女は「同世代で唯一、現生人類に対し子孫を残すことができた女性」ではない。母方以外の系図を辿れば、彼女以外の同世代の女性に行き着くことも可能である（後段の「よくある誤解」を参照）。人類の出アフリカの時期を求める手掛かりのうち、年代特定が比較的容易なサンプルの一つであるという以外には、彼女は人類史に特別な意味や興味を占める人物ではない。

## 概要
カリフォルニア大学バークレー校のレベッカ・キャンとアラン・ウィルソンのグループは、できるだけ多くの民族を含む147人のミトコンドリアDNAの塩基配列を解析した。これを元に彼らは全てのサンプルを解析し系統樹を作成した。すると、人類の系図は二つの大きな枝にわかれ、ひとつはアフリカ人のみからなる枝、もう一つはアフリカ人の一部と、その他すべての人種からなる枝であることがわかった。これはすなわち全人類に共通の祖先のうちの一人がアフリカにいたことを示唆する。このように論理的に明らかにされた古代の女性に対して名付けられた名称が「ミトコンドリア・イブ」である。

## 解説
ミトコンドリアDNAは必ず母親から子に受け継がれ、父親から受け継がれることはない。したがってミトコンドリアDNAを調べれば、母親、母親の母親、さらに母の母の母の…と女系をたどることができる（この場合、父親の系統を遡ることはできない）。またミトコンドリアDNAは組換えを経ることがないため、個々人のミトコンドリアDNAの違いは突然変異のみによると考えることができる。
突然変異は、中立説にもとづくなら、その発生頻度は経過した年月と相関すると考えられている。すると、二つの民族間でDNA配列がとてもよく似ているということは、分かれた後に起きた突然変異が少ないと言うことで、より最近にわかれた民族であるということを示す。逆にあまり似ていない配列は、たくさんの突然変異を蓄積してきたと考えられ、古い時代に分かれた遠い民族であるという基本的原理が成り立つ。
このように、ミトコンドリアDNAの違いの多少を調べていくと、いつごろ、どこでミトコンドリアDNAの違いが発生し始めたか（違いが発生する前のミトコンドリアDNAはいつ、どこに存在したか）が推定できる。すなわち全ての人類の母親にたどり着けるのではないか、と考えることができる。つまり、ミトコンドリア・イブはより正確に言えば「現生人類の最も近い共通女系祖先」だと言える（彼女の女系祖先はすべて「現生人類の共通の女系祖先」でもある。その中で「最も近い」のがミトコンドリア・イブである）。
分析の結果、場所的には一人のアフリカの女性にたどり着き、時間的には、（キャンらは分子時計の理論により、突然変異の蓄積の速度を仮定し計算を行ったところ）人類の仮想上の共通の母親は、約16±4万年前、つまり最大で20万年前に存在すると結論づけた。
この論文は、科学雑誌ネイチャーに1987年（昭和62年）に発表されたものである。この論文はダーウィンも推測した「人類のアフリカ起源説」を裏付ける証拠とされた。
しかし、後に（このような数値には必ず±がつき、±がない場合は信憑性を疑うべきであるにも拘らず）最大値の20万年前が一人歩きし、ヒトがそれまでの説より数万年さかのぼり、20万年も前から存在したことが証明されたという誤解を生じた。（実際に対象とした塩基配列数と標本数を比較すると4万年という誤差は妥当な値である。）
この結果は、2000年（平成12年）にネイチャー・ジェネティクス誌において発表された、スタンフォード大学のピーター・アンダーヒルとカヴァッリ・スフォルツァらのグループによる父親から息子にのみ伝わるY染色体を用いた同様の検討によっても、ほぼ同じパターンが確認された。これはY染色体アダムと呼ばれることがある。Y染色体アダムは6万年前頃に生存していたと見られるが、当然のこととしてミトコンドリア・イブの夫である可能性は無い。

## よくある誤解

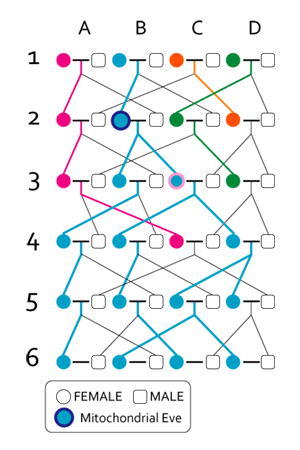
本文をより簡略化した解説
1.第1世代には4つのミトコンドリア系統（A,B,C,D）が存在する
2.ランダムな交配を経て（出産人数は2人に固定してある）5世代目に至ると、すべての女性がB系統のミトコンドリアを持つに至る
3.第6世代以降に生まれるすべての子はB系統である
4.第6世代の時、彼らの最も近い共通の女系祖先、つまりミトコンドリア・イブはB2である（B1は第6世代の共通の女系祖先であるが、最も近くはない）
5.もしA6が娘を残さずに死ねば、生き残った人々にとってのミトコンドリア・イブはB2からC3に代わる（B2はB1と同じく、「共通の女系祖先」の一人となる）

これらの科学的成果は一般にも大変興味のあるところであり、たちまち広く知られることとなったが、同時に誤解をうむことともなった。特に「すべての人類はたった一人の女性からはじまった」とするものがある。正しくは、「すべての現存する人類は母方の家系をたどると、約12-20万年前に生きていたあるミトコンドリアの型をもつ女性にたどりつく」ということである。この二つの言い方は、方向が逆であるだけでなく、本質的に異なる。以下にその誤解を解くための説明を述べる。
ミトコンドリアは女性からしか伝わらないため、男性は自分のミトコンドリアDNAを後世に残すことができない。また、女性は自分が産んだすべての子にミトコンドリアDNAを伝えるが、その子らがすべて男性だった場合、彼女のミトコンドリアDNAは孫に受け継がれずに途切れる。もし子に女性がいても、娘が産んだ孫に女性がいなければ、やはりその家系のミトコンドリアDNAは廃れる。つまりある個人のミトコンドリアDNAが子孫に伝わるためには、その間のすべての世代に少なくとも1人は女性が産まれなければならない。
ここで人類のある任意の世代の集団を考えよう。その時の構成員を、ミトコンドリアDNAについてそれぞれがバラバラの家系に属すると仮定する。ここで偶然、ある家系の子孫が男性だけになったとすると、その家系のミトコンドリアDNAはやがて廃れる。逆に、女性が多数産まれた場合、より多くミトコンドリアDNAを残すこととなる。話を単純にするために、仮に人類の総人口が常に安定しているとすると、平均的には各男女から男女ひとりずつが生まれる（生き残り、次の世代を残す）ことになる。しかし実際に一組の夫婦が持つ子供の数は「男女ひとりずつ」を中心に、男性ばかり、女性ばかり、あるいは多数の子供を残す、子供を全く残さない、というようにばらつきを持って分布することになる。これを人類全体として確率論的に捉えるならば、ミトコンドリアDNAの系統は常に減っていくことになる。これを繰り返すと、いずれかの世代では、ミトコンドリアDNAの系統がある時代（ここでは、上に挙げた任意の世代）のひとつの系統に遡ることになる。この時点で、この系統以外の女性のミトコンドリアDNAにたどることは不可能となるが、それ以外の核DNAに関してはこの限りではない。
つまり、現在の人類の母親をどんどんたどっていくと、ある特定の型をもつ女性にたどりつく。同時代には違う型をもつ女性が他にもたくさんいたはずだが、家系図の母系だけをたどるのではなく、母系をたどりつつたまに父系をたどる、のような遡り方をすれば彼女達にたどりつくこともできる。すなわち、その時代のたった一人の女性から「過去から現在に至るまでの歴史上の全ての人類」が生まれたというわけではないのである。右図で言えば、A6の女性から父父父母とたどれば、ミトコンドリア・イブと同時代に生き、すでに絶えてしまった系統Cを持つ女性D2にたどり着く（A6はD2のミトコンドリアDNAは受け継いでいないが彼女の遺伝子の1/16を受け継いでいる）。
また、ミトコンドリア・イブの存在は、単為生殖的に遺伝する性質に由来するものであるため、人類の人口の変動と直接関係するものでもない。
ミトコンドリア・イブは特定の女性を指すのではなく時代によって変動する。もしも仮に5万年前の人類のミトコンドリアDNAサンプルを得たならば、そこから遡ったミトコンドリア・イブは、現代人にとってのミトコンドリア・イブよりも古い時代のひとりの女性を指し示すであろう。同様に、現代に生きている女性のうちの誰かが数十万年後のミトコンドリア・イブとなる可能性もある。
ミトコンドリア・イブ自身は、女系のみを通じてたくさんの子孫に恵まれたという以外、何も特別な点はない。男系のみ、あるいは男系・女系を織り交ぜてたくさんの子孫に恵まれた者であれば、他にも存在するであろう。その追跡・証明が現代科学では不可能なだけである。Y染色体は男子のみに遺伝する事から、将来的には男系のみを通じてたくさんの子孫を残した「Y染色体・アダム」が発見される可能性はありえる。
ミトコンドリア・イブ説には、「たった一人の女性から、過去から現在に至るまでの全ての人間が生まれた」という根本的誤解に勝るようなインパクトのある意味はない。「現存する全人類はある女性（正確には特定のミトコンドリア）を共通の祖先として持つ」ということは言えるが、それ自体不思議なことではない。言い換えるなら、現存する全人類には共通する「源・祖母」が、かつて存在していたとする事によって解決される問題が多くあるという事である。

### ラッキー・マザー
上記のような誤解から、ラッキー・マザーと呼びかえる動きもある。すなわち現在全人類に共通するミトコンドリアの最初の持ち主である女性は、長い歴史にわたって女系が絶えることの無かった幸運な人物ということである。